# Pruneni, Cluj
Pruneni (mai demult, Silivaș sau Chiced-Silivaș; în maghiară Kecsedszilvás) este un sat în comuna Aluniș din județul Cluj, Transilvania, România.

## Istoric

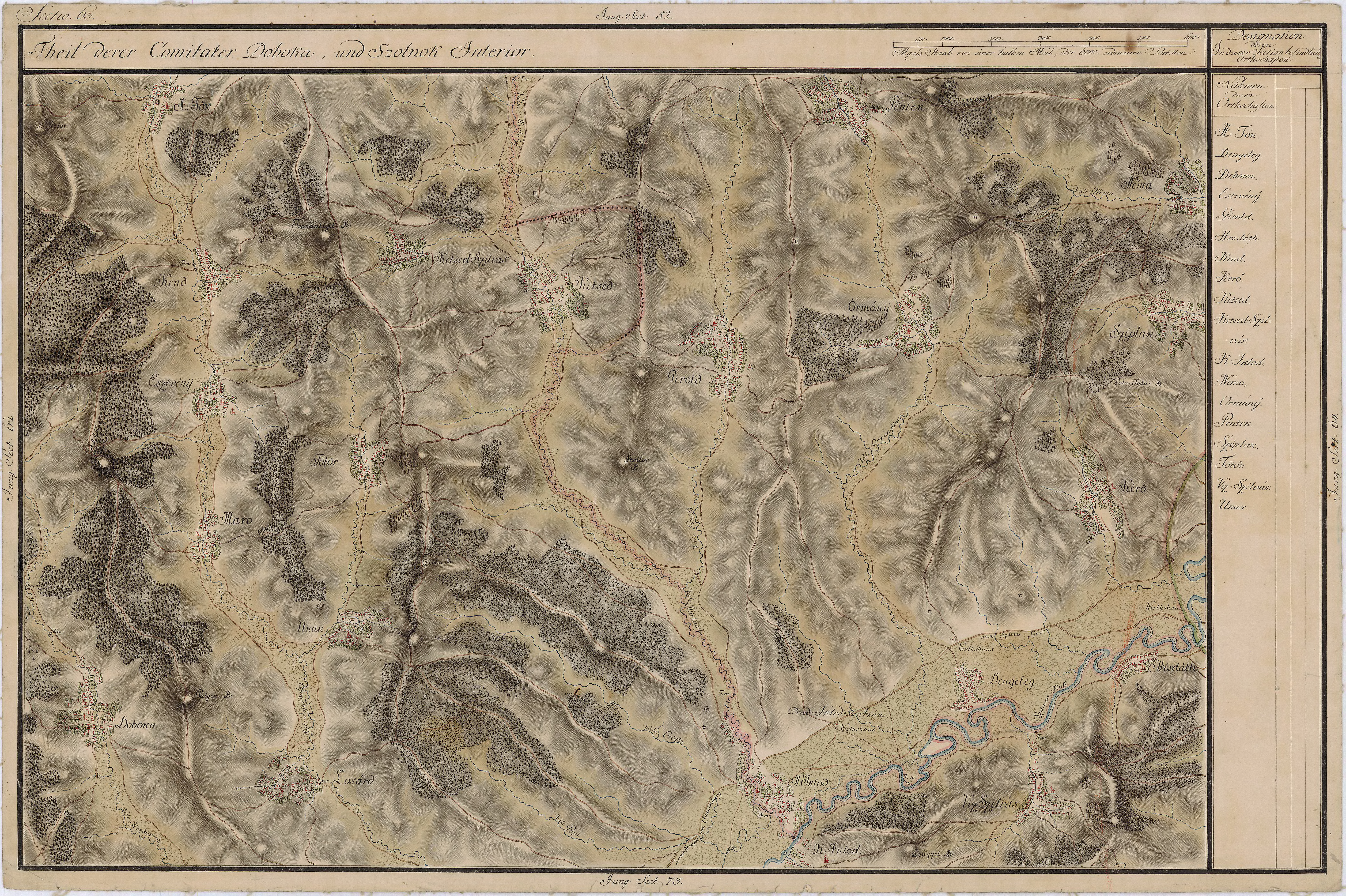
Pruneni pe Harta Iosefină a Transilvaniei, 1769-1773

Prima atestare a satului este din 1275.

## Lăcașuri de cult
- Biserica românească de lemn „Înălțarea Sfintei Cruci” (sec. XVIII).

## Imagini

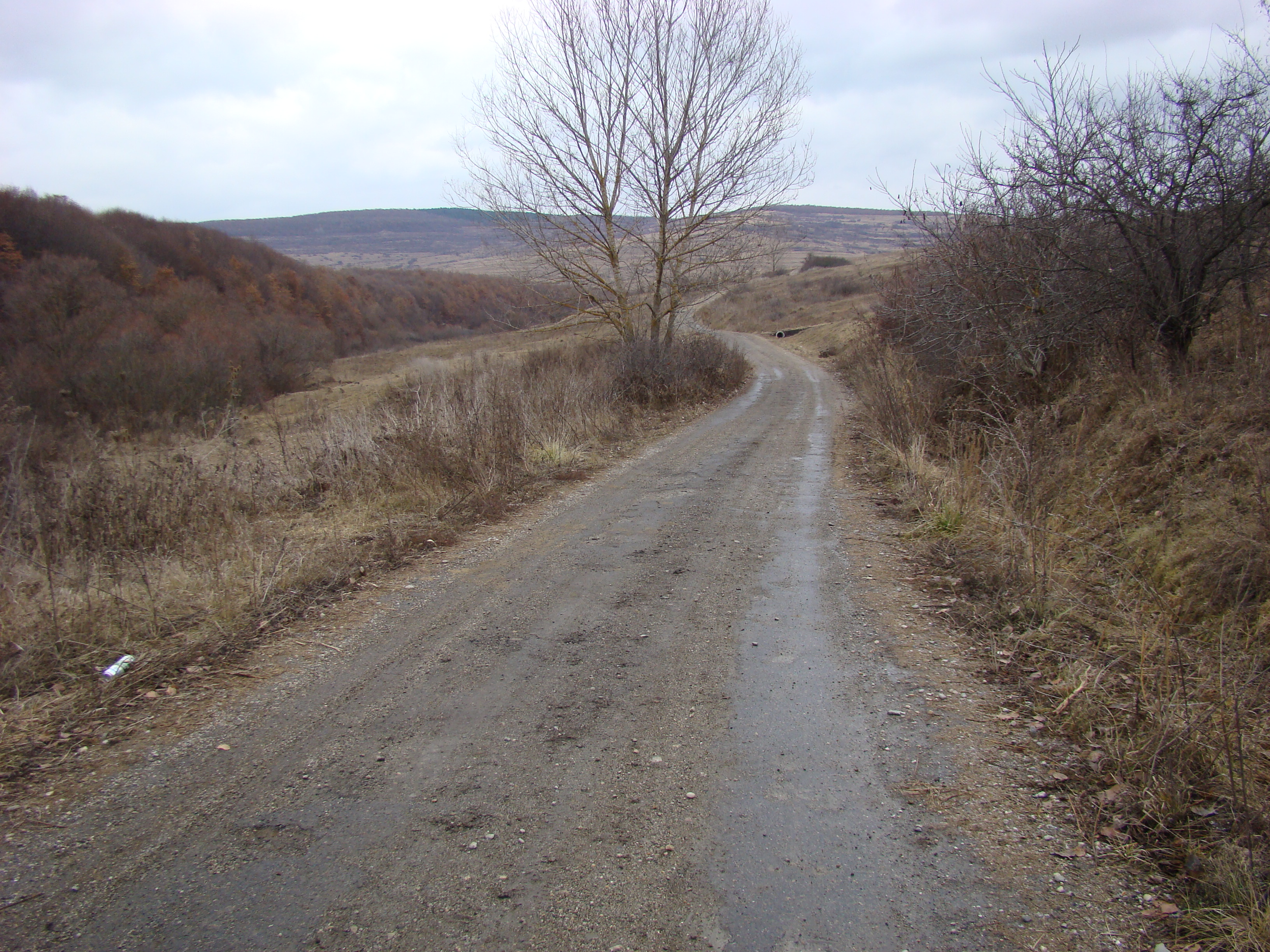
Drumul spre satul Pruneni
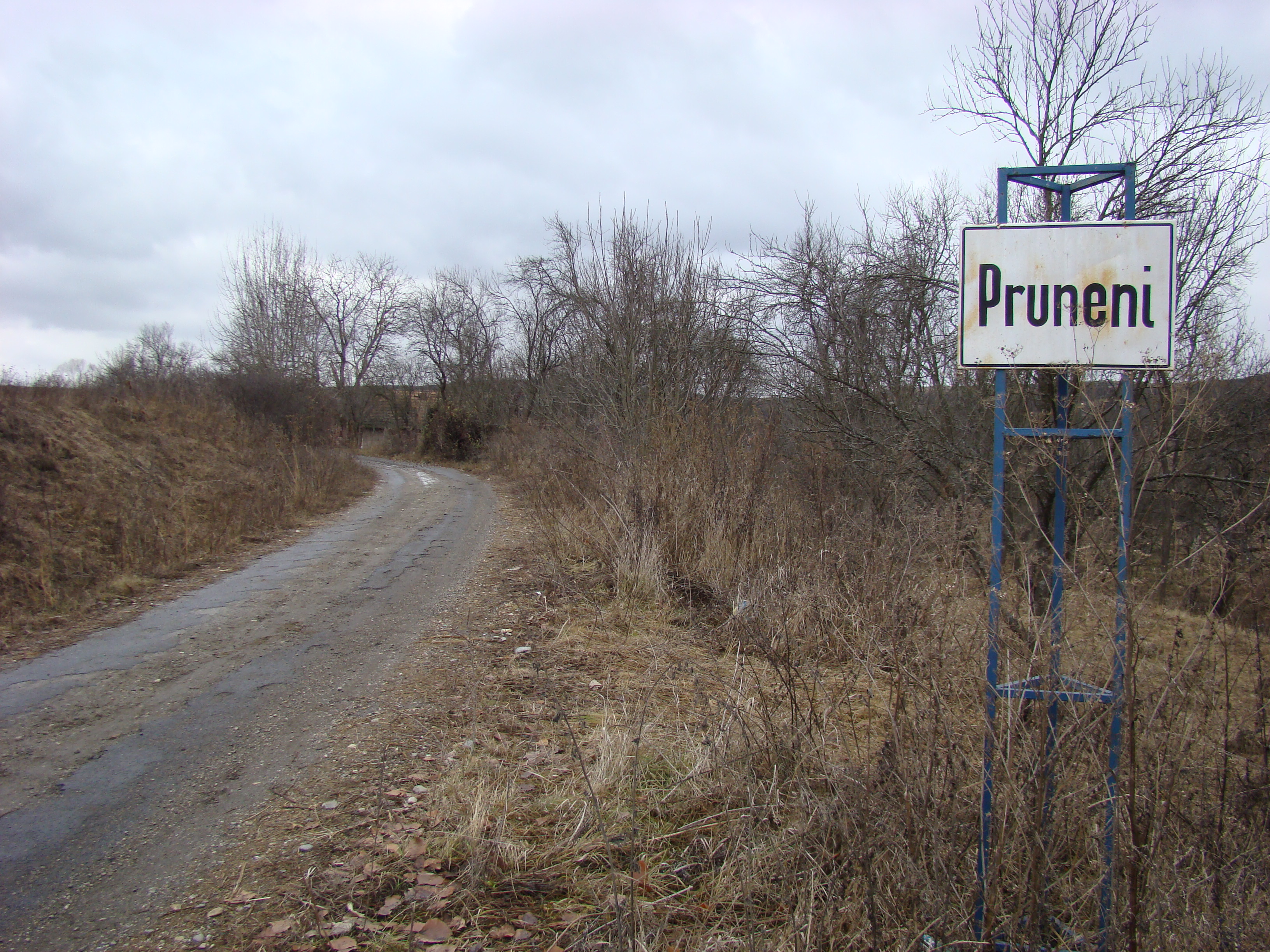
Intrarea în localitate
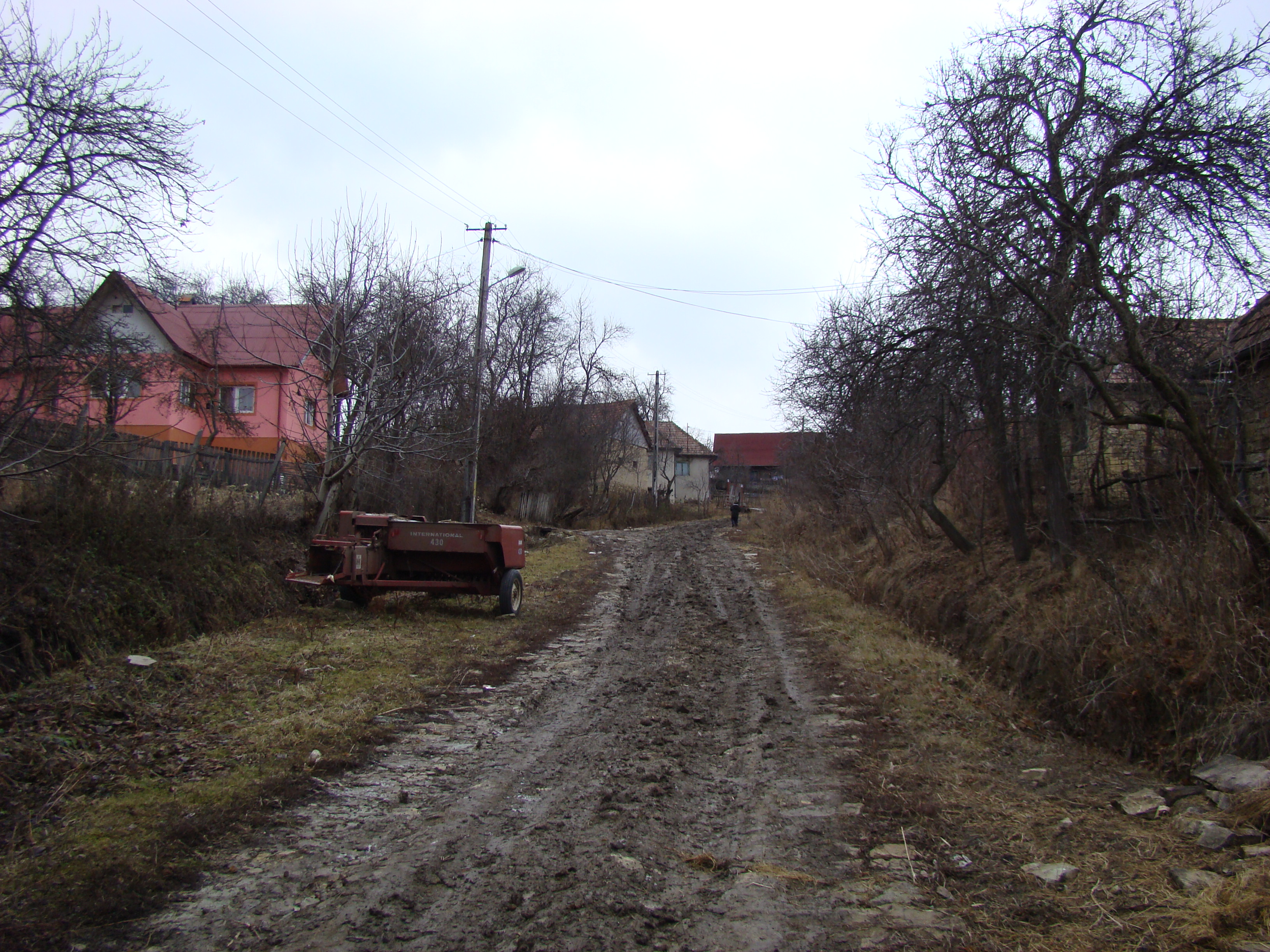
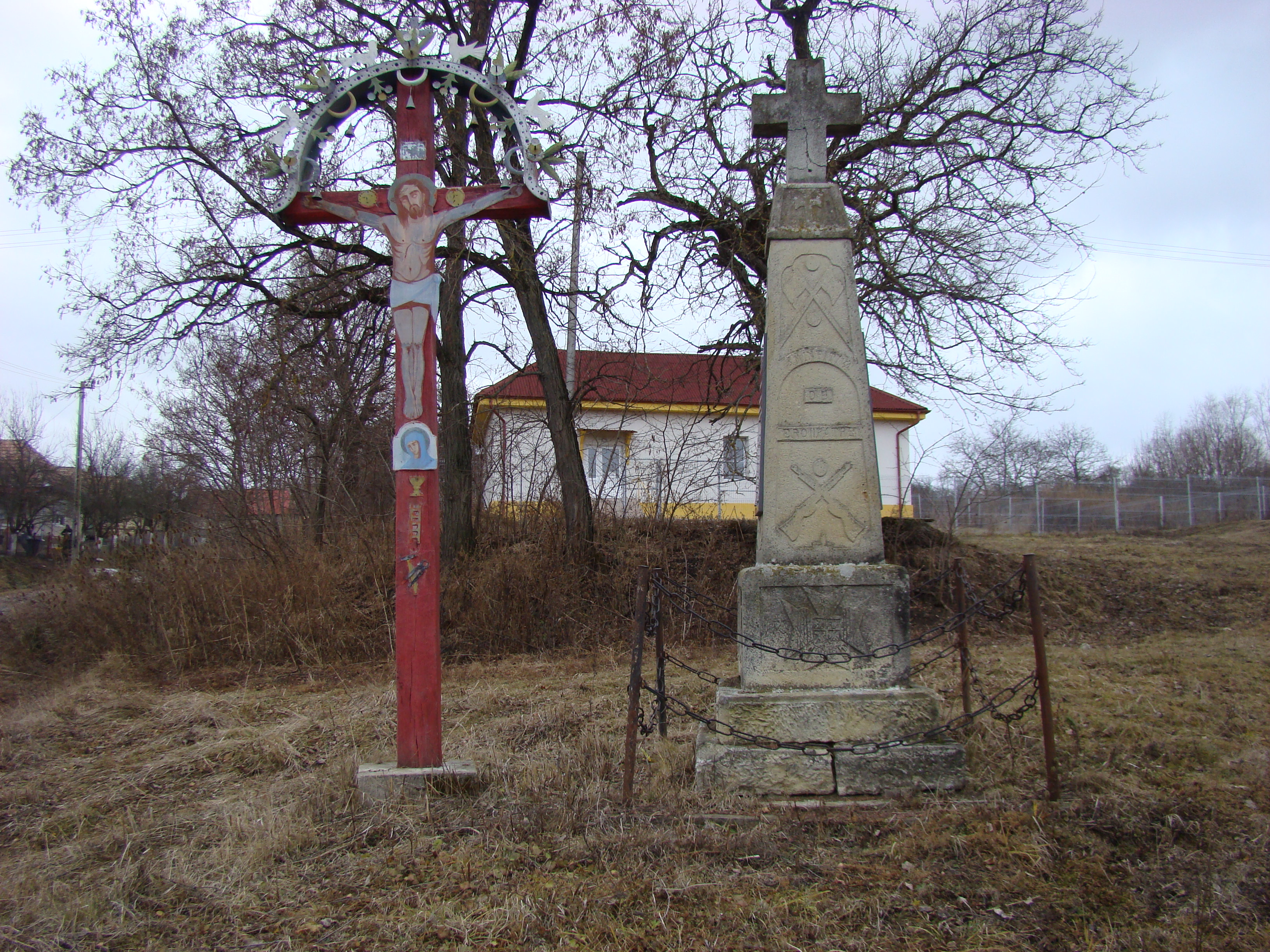
Monumentul eroilor
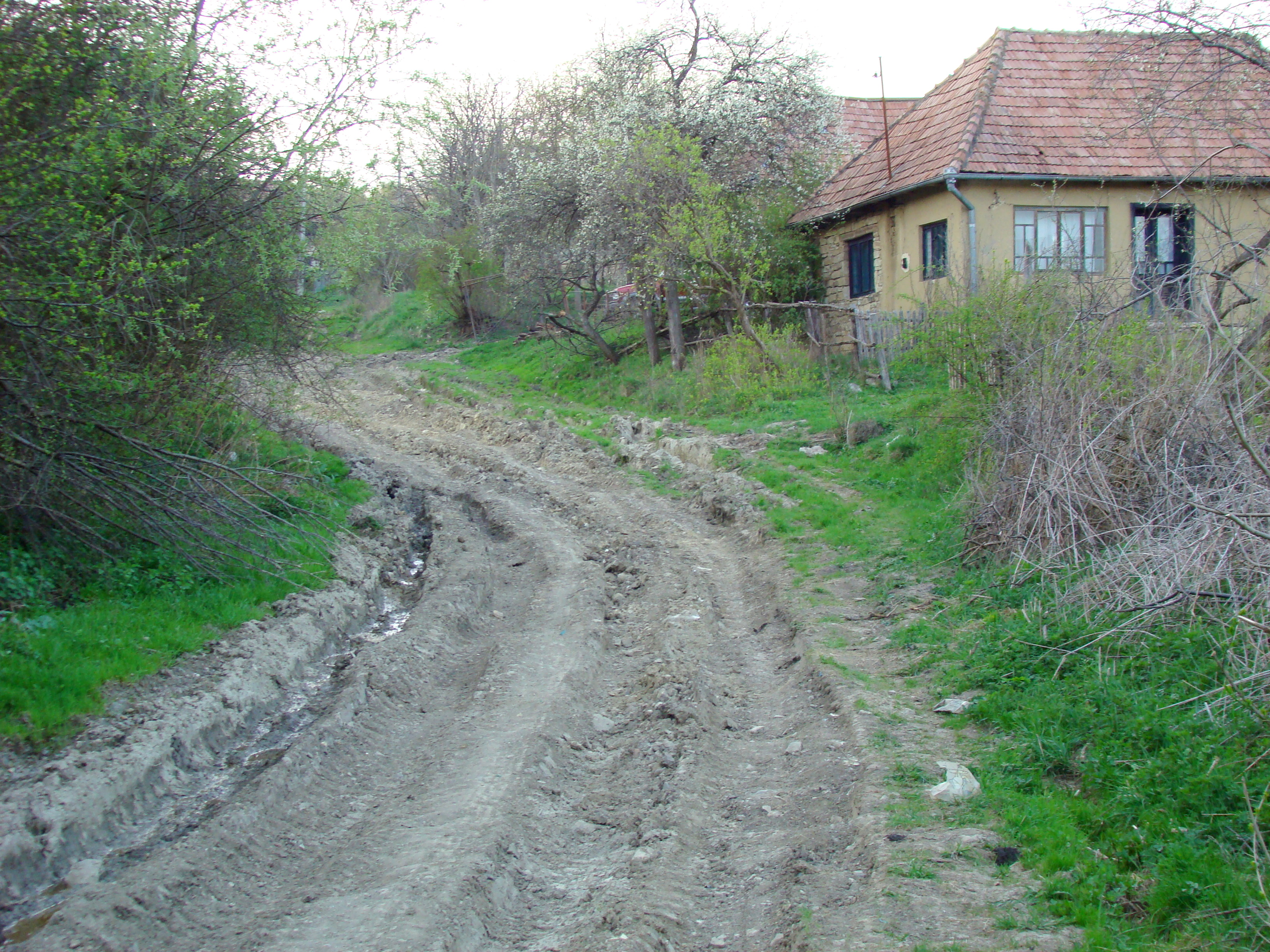
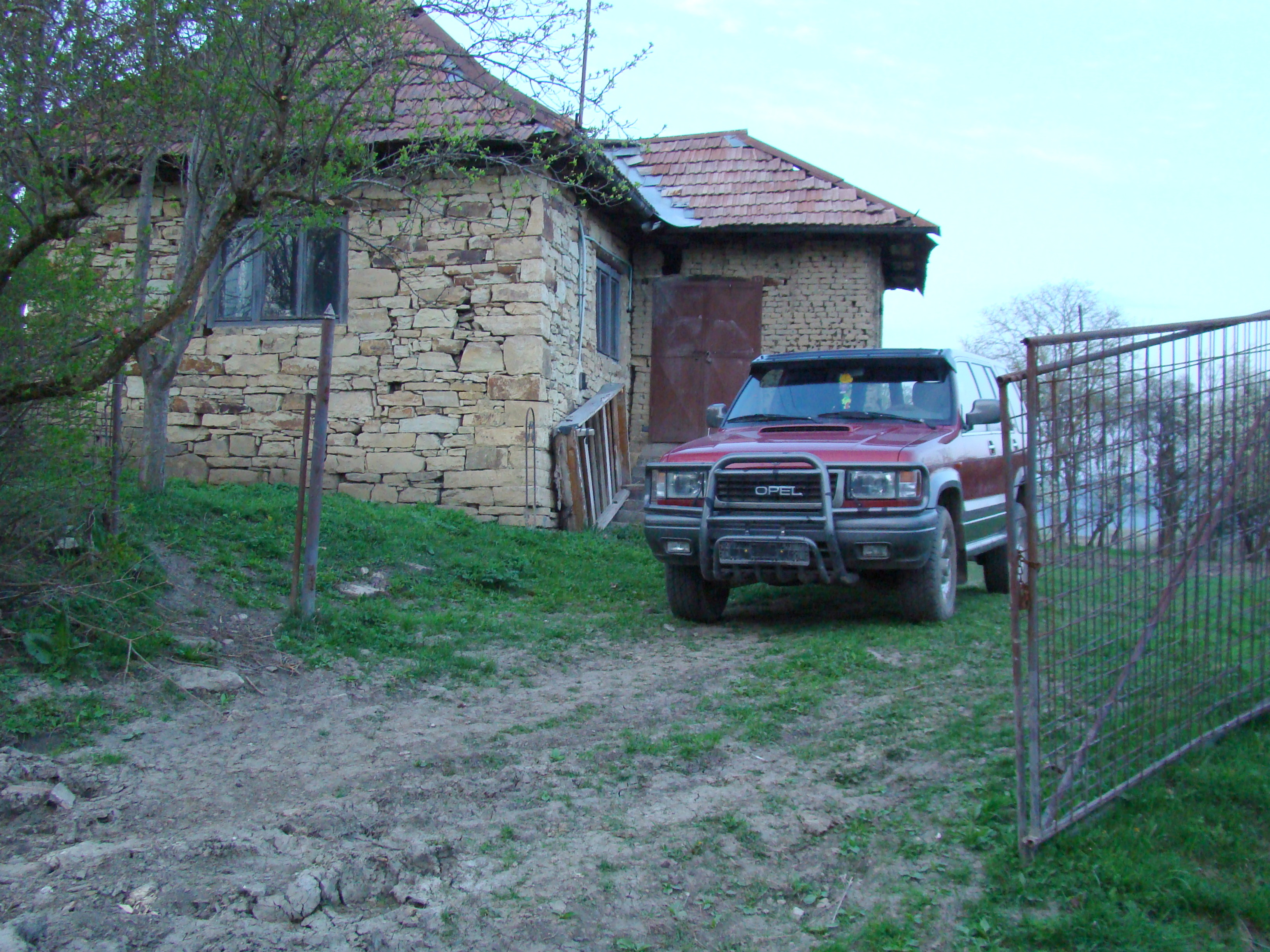
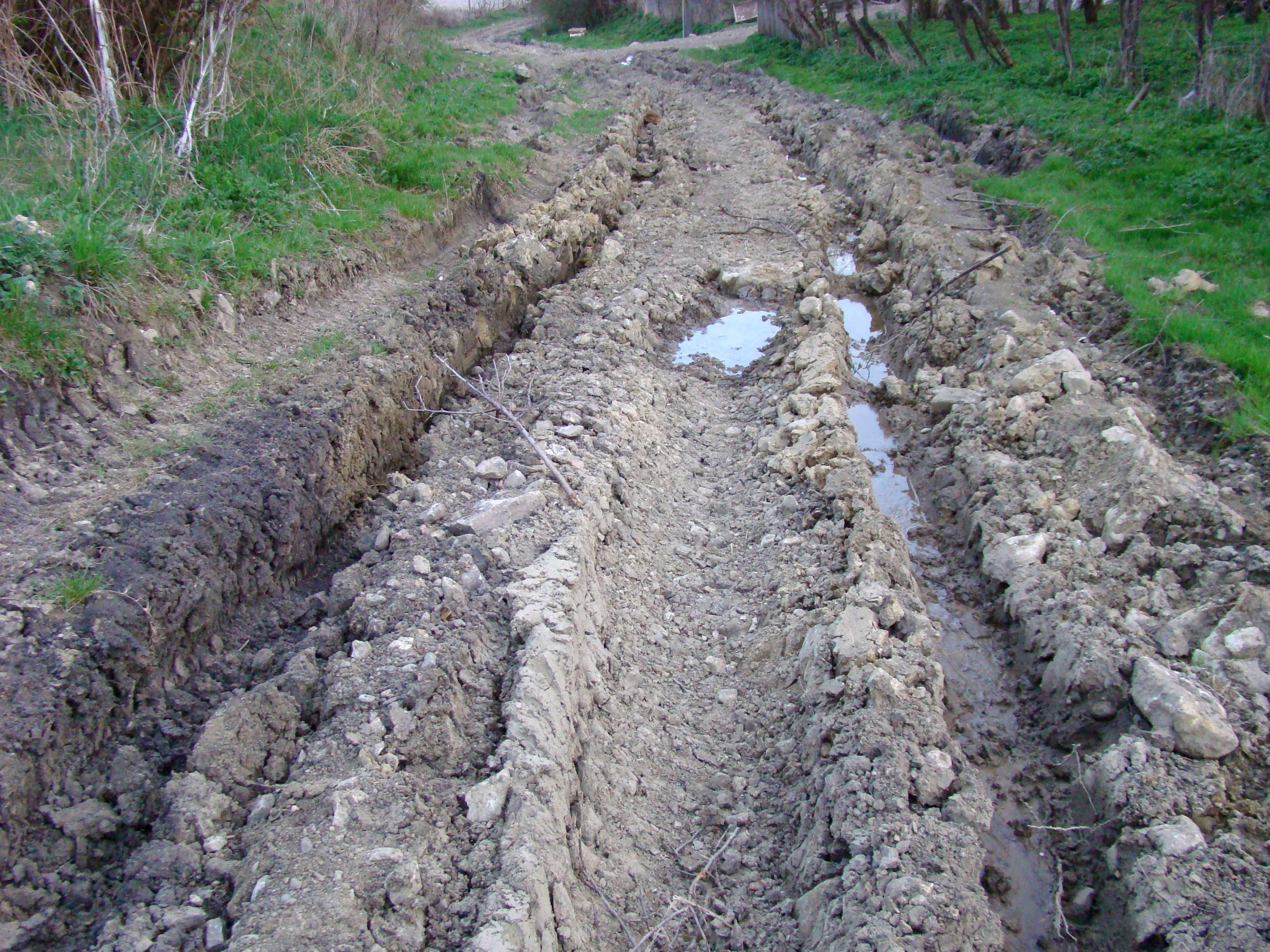
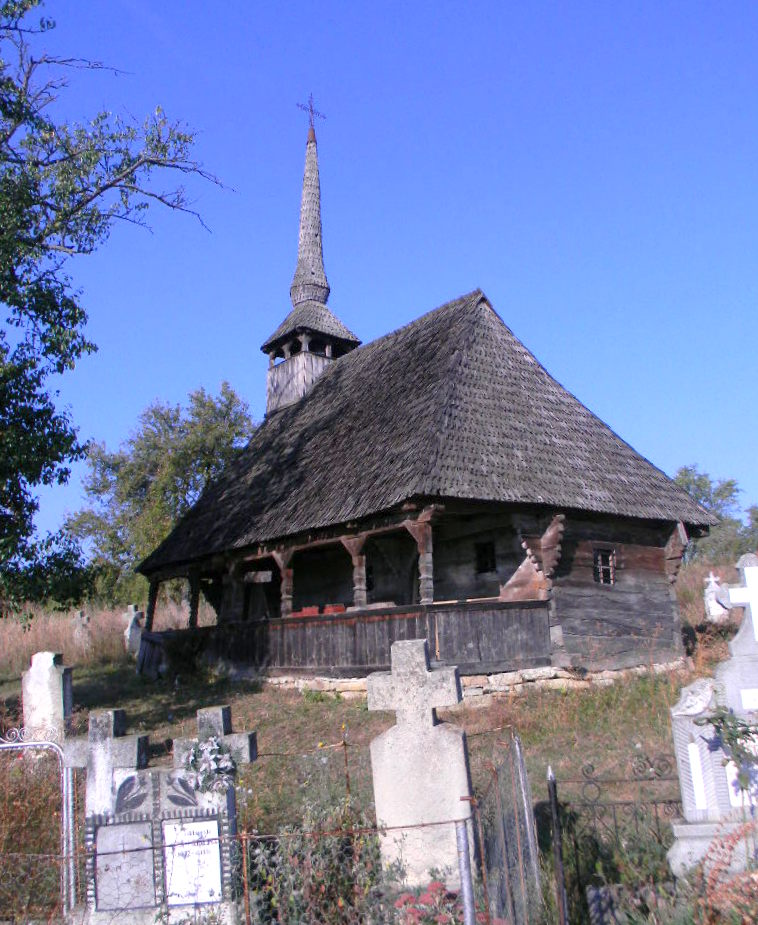
Biserica de lemn (monument istoric)
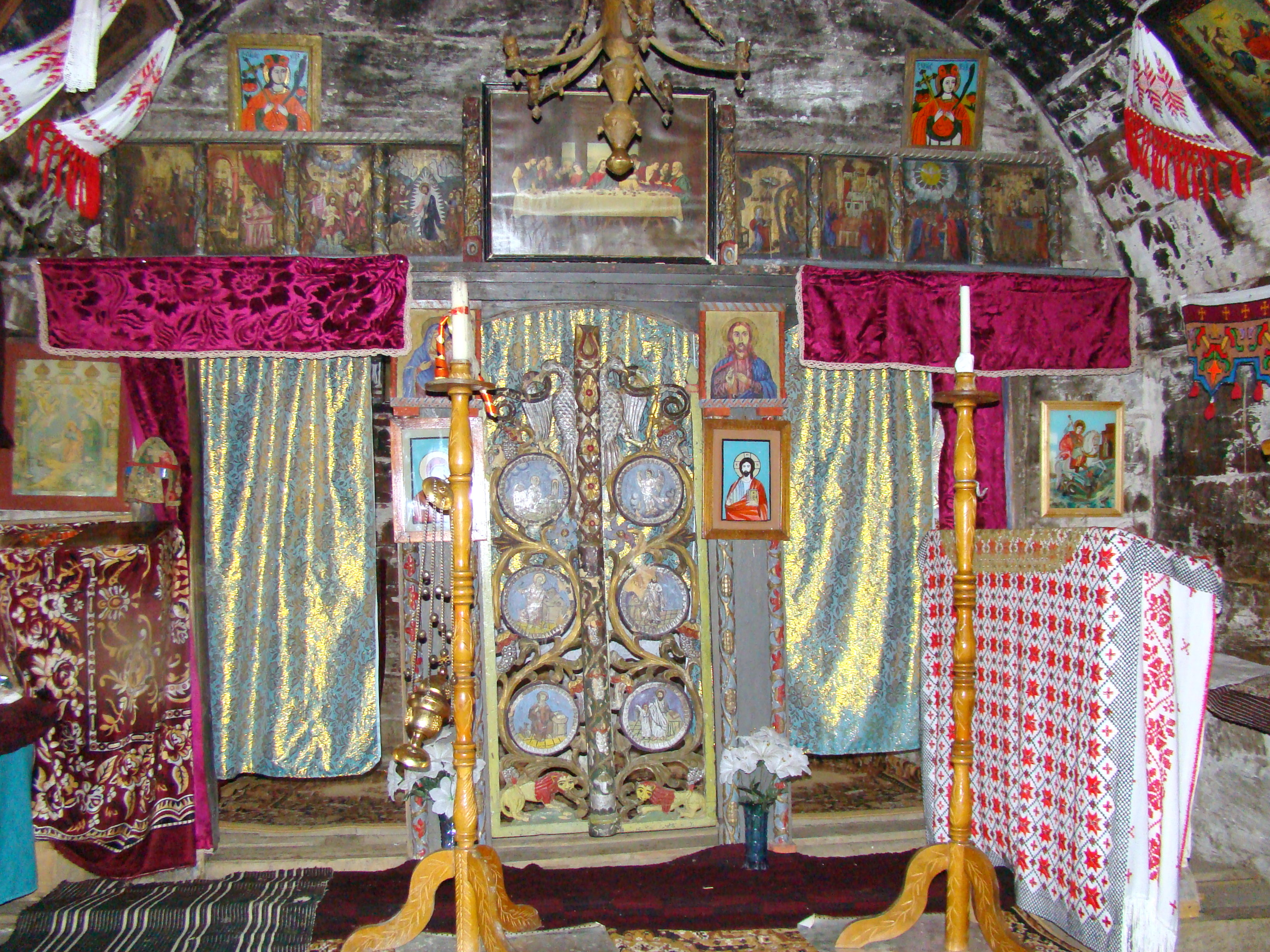
Biserica de lemn (monument istoric)
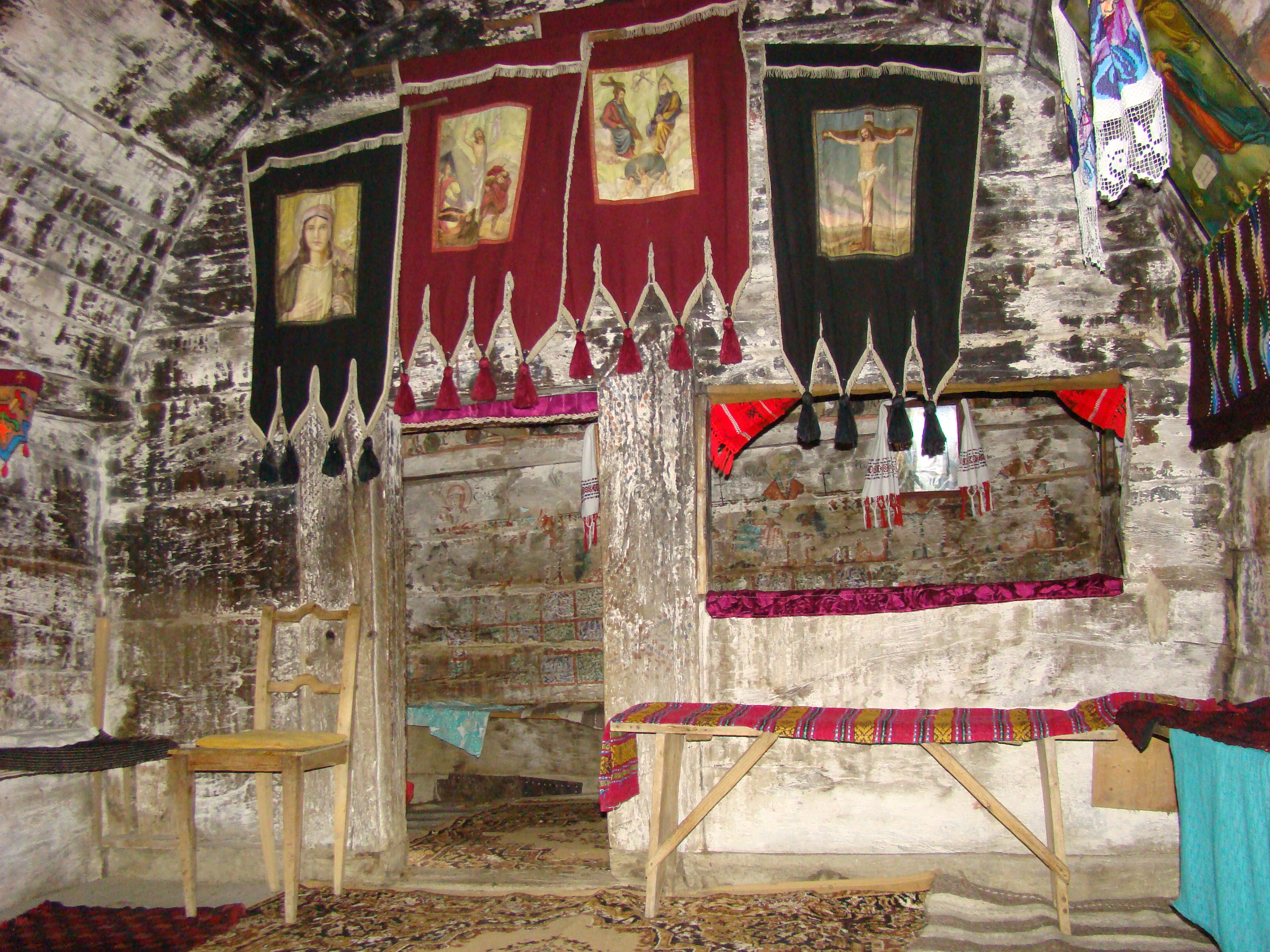
Biserica de lemn (monument istoric)
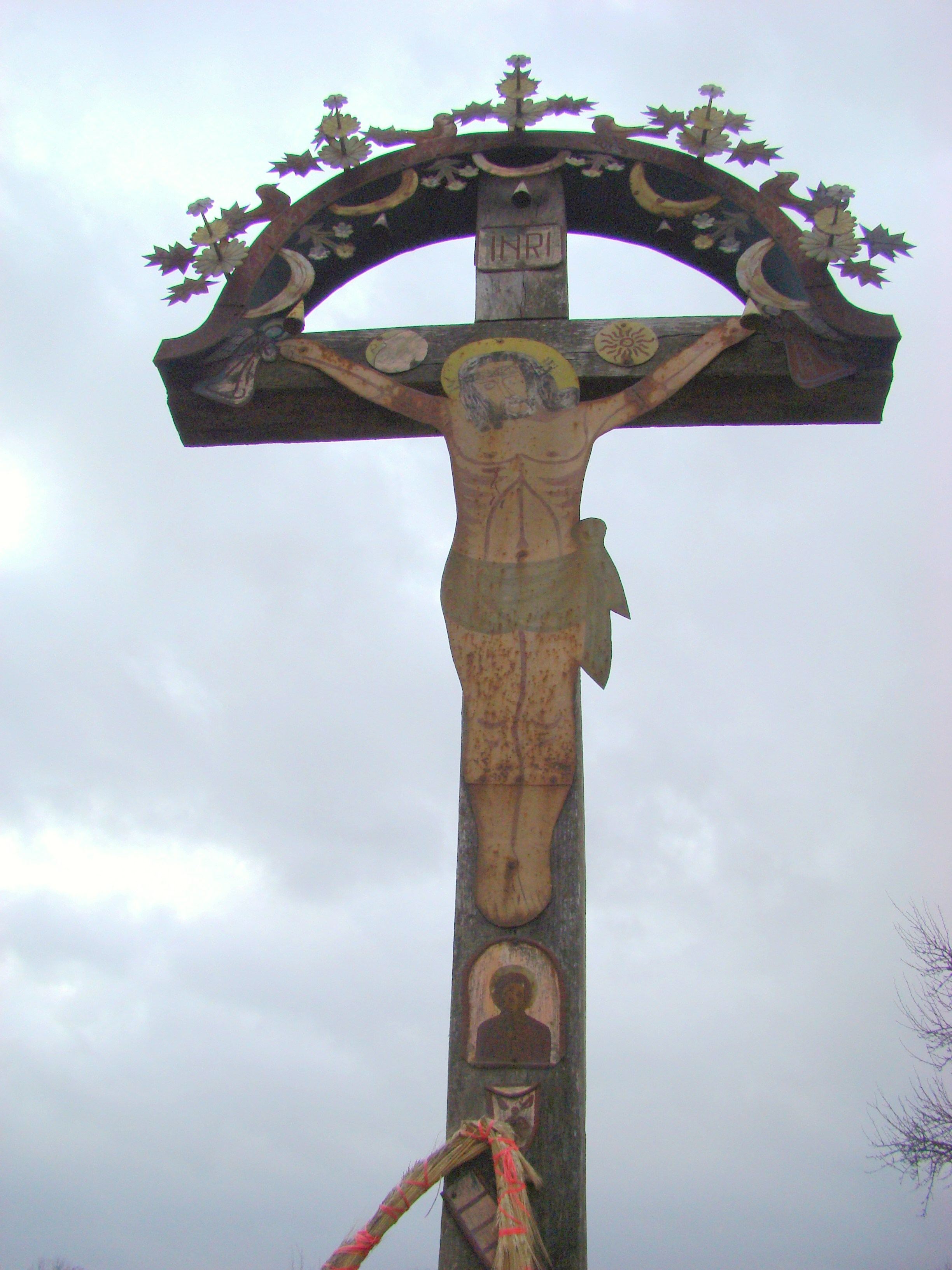
Troița